# Stand-alone shell
Stand-alone shell（sash）は、UNIXのシェルで、システムの復旧に用いられることを考えて設計されている。
sashのビルトインコマンドは、全てのライブラリが静的リンクされており、他の多くのLinuxにおけるシェルとは違って、外部ライブラリへの依存なしに基本的なUNIXコマンドを実行することができる。例としては、cpは、libc.soやld-linuxを必要とする（GNU Core UtilitiesをLinuxでビルドした場合）が、これはCore Utilitiesのcpは、これらのライブラリに問題があると動作しない。しかしながら、sashにおいては、ビルトインコマンドであるcpは影響を受けない。
Sashにおいて利用できるビルトインのUNIXコマンドには次のようなものがある。
ar, chattr, chgrp, chmod, chown, cmp, cp, dd, echo, ed, exec, grep, file, find, gunzip, gzip, kill, losetup, ln, ls, lsattr, mkdir, mknod,  rmdir, sum, sync, tar, touch, umount, where
また、Sashは、Androidにおいて動作するターミナルインターフェースとしてポートされている。

## sash-plus-patches
sash-plus-pathesは、sashで用いることのできるパッチの集合体である。これは、sashでchroot, pivot root, losetupなどのコマンドを利用可能にしている。しかしながら、これらの機能はより新しいバージョンのsashで利用することができる。これらのコマンドは、initrd環境でsashを利用する際に特に便利である。